# عبدالجلیل رازی
ابوسعید عبدالجلیل بن ابی الفتح مسعود بن عیسی رازی معروف به عبدالجلیل رازی از رؤسای علمای شیعه در قرن ششم قمری می‌باشد
سه نفر از علمای مشهور شیعهٔ ری در قرن ششم عبدالجلیل نام داشته‌اند، عبدالجلیل بن ابی الفتح و عبدالجلیل بن عیسی هر دو از رؤسای علمای شیعه و معروف به «عبدالجلیل رازی» اند که از نظر برخی یک نفر می‌باشد. نفر دیگر که معروفتر و مشخص تر است عبدالجلیل بن ابی الحسین مشهور به عبدالجلیل قزوینی رازی (مولف النقض) است که در این میان در شناخت وی نیز گاه اشتباه می‌شود.